# Lagenocystyda

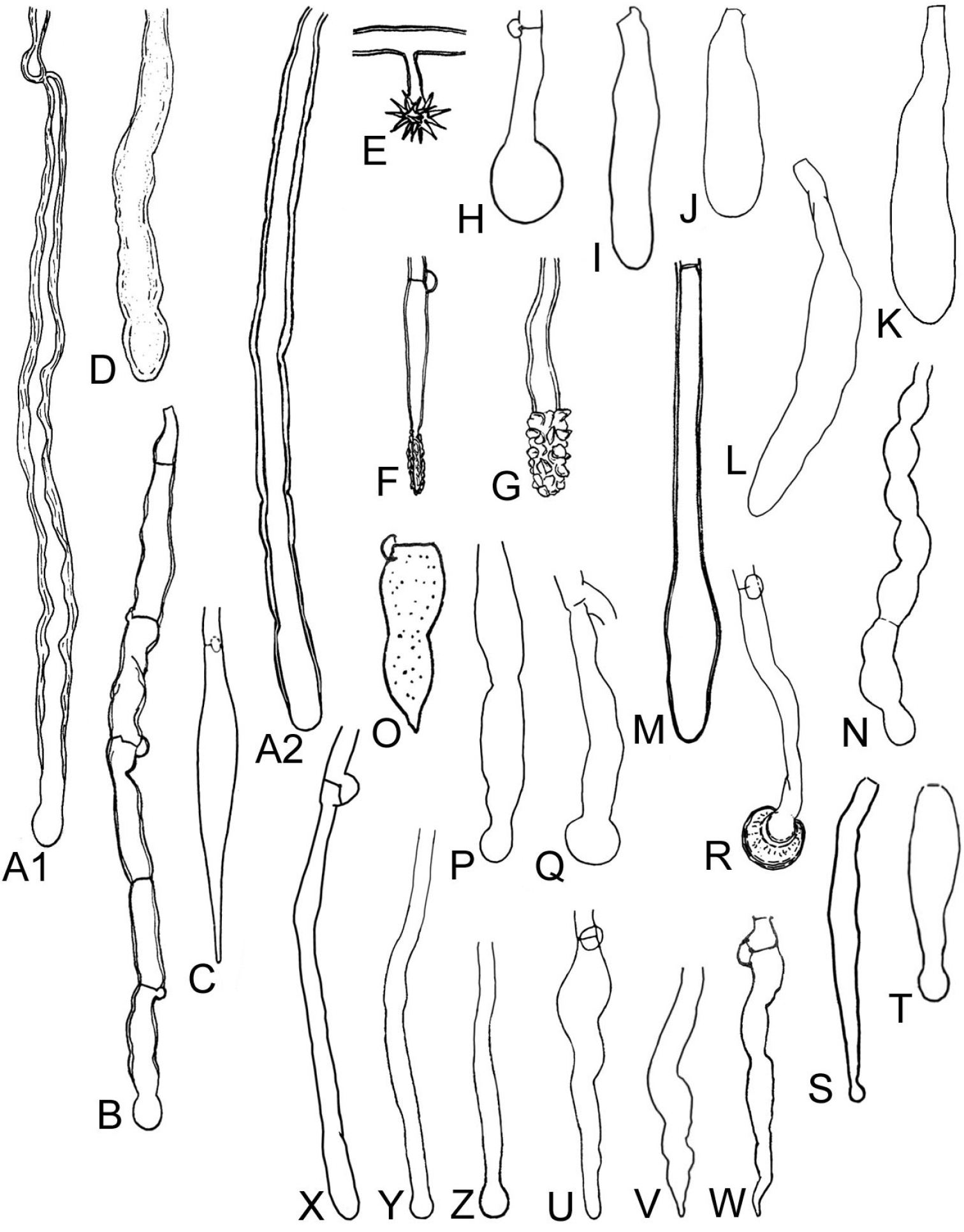
A – szkieletocystyda, A2 – szkieletocystyda rurkowata, B – szkieletocystyda septowana, C – hastocystyda, D – gleocystyda, E – astrocystyda, F – lagenocystyda, lamprocystyda

Lagenocystyda (łac. l. poj. lagenocystidium, l.mn. lagenocystidia) – rodzaj cystyd występujący w hymenium i subhymenium u niektórych gatunków grzybów. W niektórych klasyfikacjach cystyd taką nazwą określa się cystydy o smukłym kształcie.
Lagenocystydy występują np. u strzępkozębu ostrokolczastego (Hyphodontia arguta).